# كاليني مالا
كاليني مالا هي قرية في التقسيم الإداري في خودوف ضمن مقاطعة كولو في محافظة بولندا الكبرى في غرب وسط بولندا.  تقع على بعد حوالي 6 كيلومتر (4 ميل) شمال غرب خودوف، 25 كيلومتر (16 ميل) شرق كولو و 141 كيلومتر (88 ميل) شرق العاصمة الإقليمية بوزنان.